# Chrysó
Chrysó (Chryso) är en kommunhuvudort i Grekland.   Den ligger i prefekturen Nomós Serrón och regionen Mellersta Makedonien, i den nordöstra delen av landet, 300 km norr om huvudstaden Aten. Chrysó ligger 83 meter över havet och antalet invånare är 1 571.
Terrängen runt Chrysó är varierad.Runt Chrysó är det ganska glesbefolkat, med 42 invånare per kvadratkilometer. Närmaste större samhälle är Serrai, 9,2 km väster om Chrysó. Trakten runt Chrysó består till största delen av jordbruksmark.